# Antin Maksymowycz
Antin Maksymowycz (ur. 30 stycznia 1882 w Rudkach; zm. 22 czerwca 1941 w Drohobyczu, ZSRR) – ukraiński działacz społeczny, urzędnik, działacz UNDO, poseł na Sejm II kadencji.
Objął mandat w maju 1928 po Iwanie Kurowciu, był członkiem Ukraińskiej Reprezentacji Parlamentarnej.

## Literatura
- Mirosław Szumiło - "Ukraińska Reprezentacja Parlamentarna w Sejmie i Senacie RP (1928-1939)", Warszawa 2007, ISBN 978-83-89729-98-9